# Arcade de Césarée
Pour les articles homonymes, voir Arcade.
Arcade de Césarée († vers 259 ou 305), ou Arcadius, martyr démembré à Césarée de Maurétanie (aujourd'hui Cherchell en Algérie) est un saint fêté le 12 janvier.

## Proverbe
Un proverbe comporte son nom : « Arcade et Hilaire gèlent les rivières ».